# Rosanna Giel
Rosanna Giel (ur. 10 czerwca 1992) – kubańska siatkarka, grająca na pozycji środkowej. Od sezonu 2018/2019 występuje w tureckiej drużynie Halkbank Ankara.

## Sukcesy klubowe
Superpuchar Serbii:
- 2015

Puchar Serbii:
- 2016

Mistrzostwo Serbii:
- 2016

Mistrzostwo Francji:
- 2017

## Sukcesy reprezentacyjne
Volley Masters Montreux:
- 2011

Igrzyska Panamerykańskie:
- 2011

Mistrzostwa Ameryki Północnej, Środkowej i Karaibów:
- 2011

Puchar Panamerykański:
- 2012